# Ганн, Рональд Кэмпбелл
Рональд Кэмпбелл Ганн (англ. Ronald Campbell Gunn, 4 апреля 1808 — 13 марта 1881) — австралийский ботаник, государственный служащий и политик.

## Биография
Рональд Кэмпбелл Ганн родился в Кейптауне 4 апреля 1808 года. Он был сыном Роберта Ганна, который был армейским офицером; Рональд Кэмпбелл сопровождал своего отца в Маврикий, Вест-Индию, и Шотландию, где он получил образование. В 1831 году Рональд Кэмпбелл Ганн познакомился с ранним тасманским ботаником Робертом Уильямом Лоуренсом (1807—1833), который поощрял его интерес к ботанике и установил контакт между ним и сэром Уильямом Джексоном Гукером, а также доктором Линдли, с которым он вёл переписку в течение многих лет.
В 1838 году Ганн стал помощником председателя полицейского суда Хобарта, а в 1839 году — личным секретарём сэра Джона Франклина и секретарём исполнительного и законодательного совета. В 1841 году он отказался от этих назначений и проводил много времени над исследованиями флоры Тасмании, но его интересы не ограничивались ботаникой, и он стал общим учёным и создал коллекции млекопитающих, птиц, рептилий и моллюсков для Британского музея. В 1842 году Ганн написал работу Observations on the Flora of Geelong и начал семилетнюю должность редактора Tasmanian Journal of Natural Science, в котором появились многие его статьи. В 1850 году Ганн был избран членом Лондонского Линнеевского общества, а в 1854 году — членом Лондонского королевского общества.
Занимаясь исследованием геологии, Рональд Кэмпбелл был нанят правительством, чтобы сообщать информацию относительно добывающих областей, и также относительно общих ресурсов колонии. В 1864 году он был назначен один из членов комиссии по выбору места правительства в Новой Зеландии.
Рональд Кэмпбелл Ганн умер в Ньюстеде 13 марта 1881 года.

## Научная деятельность
Рональд Кэмпбелл Ганн специализировался на семенных растениях.

## Некоторые публикации
- Observations on the Flora of Geelong. 1842[2].

## Почести
Род растений Gunnia был назван в его честь. В честь Ганна было также названо множество видов.